# Amphiceratium fusus
Amphiceratium fusus is een soort in de taxonomische indeling van de Myzozoa, een stam van microscopische parasitaire dieren. Het organisme komt uit het geslacht Amphiceratium en behoort tot de familie Ceratiaceae. Amphiceratium fusus werd in 2009 ontdekt door F.Gomez, D.Moreira & P.Lopez-Garcia.